# Rodolph Austin
Rodolph Austin (ur. 1 czerwca 1985 w Clarendon) – jamajski piłkarz występujący na pozycji pomocnika. Zawodnik klubu Esbjerg fB.

## Kariera klubowa
Austin zawodową karierę rozpoczynał w 2004 roku w klubie Portmore United. W 2005 roku zdobył z nim mistrzostwo Jamajki, Puchar Jamajki oraz CFU Club Championship. W 2007 roku ponownie zwyciężył z zespołem w rozgrywkach Pucharu Jamajki, a w 2008 roku po raz drugi zdobył z nim mistrzostwo Jamajki.
W 2008 roku podpisał kontrakt z norweskim SK Brann. W Tippeligaen zadebiutował 31 sierpnia 2008 roku w przegranym 1:3 pojedynku z FK Bodø/Glimt. 6 października 2008 roku w przegranym 2:3 spotkaniu z Molde FK strzelił pierwszego gola w Tippeligaen.
W 2012 roku przeszedł do angielskiego Leeds United. W 2015 został zawodnikiem Brøndby IF. Z kolei w 2017 przeszedł do Esbjerg fB.

## Kariera reprezentacyjna
W reprezentacji Jamajki Austin zadebiutował w 2004 roku. W 2009 roku został powołany do kadry na Złoty Puchar CONCACAF. Zagrał na nim w pojedynkach z Kanadą (0:1) i Kostaryką (0:1). W meczu z Kostaryką otrzymał czerwoną kartkę. Tamten turniej Jamajka zakończyła na fazie grupowej.